# Concordancia de Strong

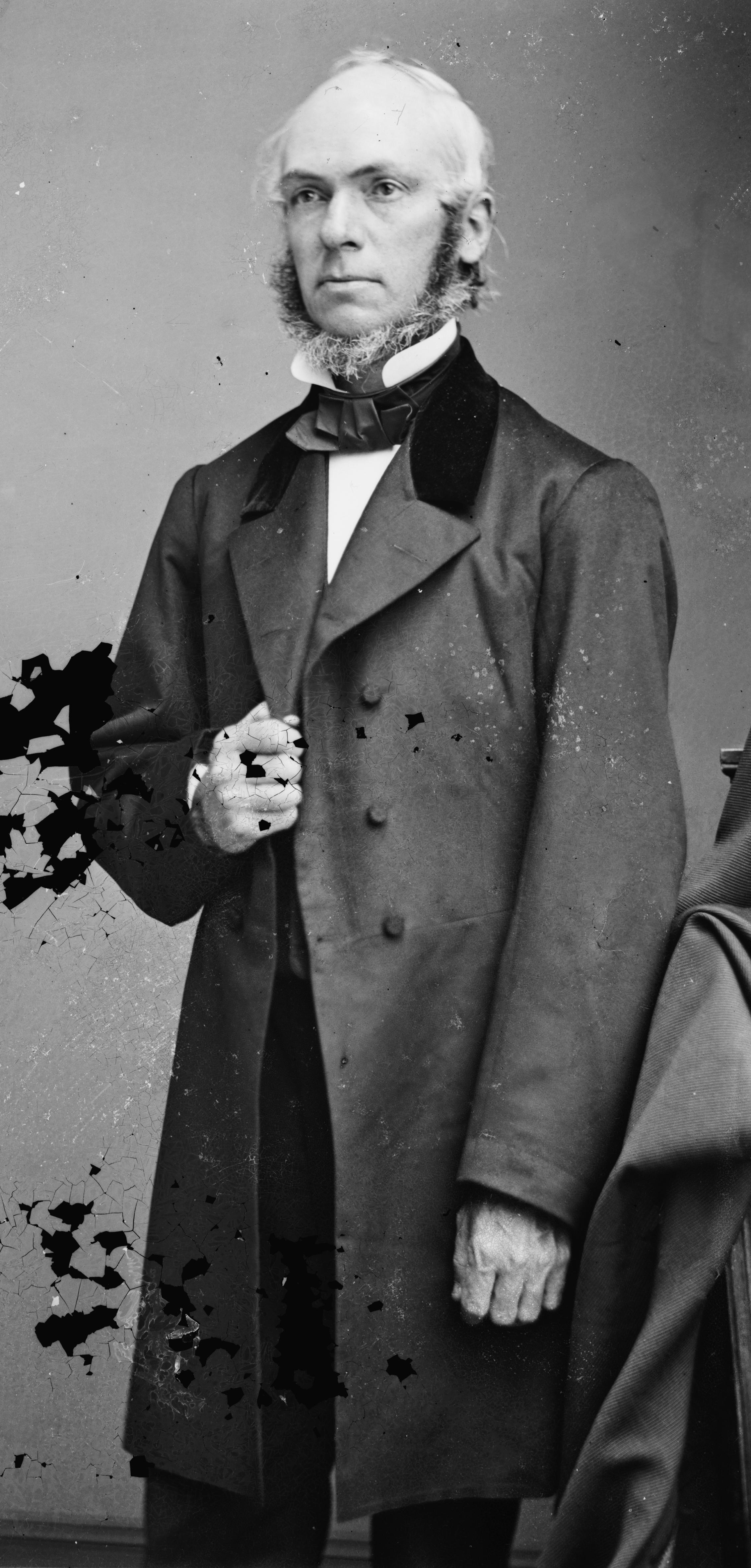
James Strong (14 de agosto de 1822 - 7 de agosto de 1894) fue un erudito y educador bíblico metodista estadounidense y el creador de la Concordancia de Strong.

La Concordancia de Strong, también conocida como Concordancia exhaustiva de la Biblia de James Strong o, de manera informal, como "Números de Strong", es un listado de todas las palabras presentes en el texto de la Biblia (se basa en la Versión Autorizada inglesa, o "del rey Jacobo") con su correspondiente referencia por libro, capítulo y versículo, para permitir la referencia cruzada de cada una de ellas. Fue recopilada bajo la dirección del profesor de teología del Seminario Teológico Drew, Dr. James Strong (1822–1894) y publicada por primera vez en 1890.
El propósito de la Concordancia de Strong es proporcionar un índice palabra por palabra de las referencias bíblicas, lo que permite al lector localizar todas las apariciones de un término dado en la Biblia. De esta forma, Strong ofrece un modo de verificación de traducción independiente y proporciona una función adicional para una mejor comprensión del texto.

## Números de Strong
En la «Concordancia», a cada palabra del idioma original del texto bíblico (hebreo, arameo o griego) se le asigna un número determinado, conocido en la literatura especializada como "número de Strong". A través de un listado, el usuario puede localizar el término asociado a dicho número en todas las veces que aparece en texto bíblico, así como su función gramatical y su traducción inglesa. Dado el carácter de las lenguas originales, no se listan todas las formas de las palabras, sino sus raíces o formas básicas. Así, por ejemplo, el hebreo אֱנוֹשׁ; ’ĕnōš, que puede traducirse como hombre, en el sentido de ser humano, o  también como el nombre propio Enós, está listado bajo el número 582, pero bajo ese mismo número aparecen las formas אֲנָשָׁ֔יו; ’ănāšāw («quienes»), אֱנֽוֹשׁ; ’ĕnōwōš («es el hombre»),  וְאַנְשֵׁיהֶֽם; wə’anšêhem (« y sus hombres»), entre otras. La concordancia de Strong incluye: 8674 palabras hebreas (donde se registran también vocablos arameos, «caldeos», se los denomina) en el Antiguo Testamento y 5624 términos griegos del Nuevo Testamento.

## Uso
La concordancia principal enumera las palabras y las muestra con un fragmento del texto circundante (incluida la palabra en cursiva), junto  a la misma, aparece el número de Strong. Esto le permite al lector buscar el significado del idioma original en el diccionario asociado en la parte posterior, generalmente el BDB, mostrando cómo la palabra del idioma original fue traducida al inglés en la Versión Autorizada. 
También se han utilizado los números de Strong en concordancias de otras traducciones de la Biblia, sea al inglés, la New International Version, por ejemplo, o a otros idiomas, como el español, donde se utiliza la versión Reina Valera.
Además de las ediciones impresas, existen numerosas versiones electrónicas, tanto en disco, como en archivos flash, y además en línea, algunas integradas a sitios de estudios bíblicos.

## Críticas y versiones alternativas
La Concordancia de Strong no es un diccionario hebreo, ni está destinada a ser una herramienta de traducción. Más bien, muestra qué opciones para una palabra presente en la Biblia escogió un traductor en particular.  Una de las críticas a la Concordancia es, en efecto, el sesgo que presenta al partir de la Versión Autorizada; para no depender de una traducción específica  debería construirse idealmente sobre la base de un gran número de traducciones, y preferiblemente de diferentes épocas; dado que las palabras cambian de significado con el tiempo, tanto en el mundo antiguo como en el moderno. Aislado de los datos sobre otras traducciones, se llega a un círculo vicioso: el sistema se comprueba a sí mismo. Por otro lado, Strong ignora las lecturas variantes de los manuscritos, de manera que la obra toma un único texto como el original.
Sin embargo, no deja de ser una herramienta interesante para explorar las posibilidades lingüísticas de la traducción literaria de la Biblia. Además, indica aquellos pasajes difíciles de traducir, en especial cuando la traducción literal del texto según el diccionario no da resultados significativos.
Los problemas mencionados más arriba y los avances en la erudición bíblica desde la época de James Strong han hecho que sea difícil, si no imposible, usar su sistema centenario de Strong. Por ello, se ha desarrollado sistemas de numeración alternativos de palabras usadas en el texto hebreo y griego de la Biblia,   la más completa es conocida como «numeración de Goodrick-Kolenberger» y fue publicada por Zondervan en 1990; tiene 9597 números hebreos, 779 arameos y 6068 griegos.